# 南山坪乡
南山坪乡，是中华人民共和国湖南省张家界市慈利县下辖的一个乡镇级行政单位。

## 行政区划
南山坪乡下辖以下地区：
南山村、广阳村、梁山村、沙湾村、双湖村、盐井村、盐市村、白马村、大田村、双合泉村、大沙村、白果村、犀牛村、中山村、新坪村、枫树村和田垭村。